# David Kreiner
David Kreiner (Kitzbühel, 8 de marzo de 1981) es un deportista austríaco que compitió en esquí en la modalidad de combinada nórdica. 
Participó en los Juegos Olímpicos de Vancouver 2010, obteniendo una medalla de oro en la prueba por equipo (junto con Bernhard Gruber, Felix Gottwald y Mario Stecher). Ganó cuatro medallas en el Campeonato Mundial de Esquí Nórdico entre los años 2003 y 2011.

## Palmarés internacional
| Juegos Olímpicos   | Juegos Olímpicos       | Juegos Olímpicos  | Juegos Olímpicos         |
| Año                | Lugar                  | Medalla           | Prueba                   |
| ------------------ | ---------------------- | ----------------- | ------------------------ |
| 2010               | Vancouver (Canadá)     | Medalla de oro    | TN + 4 × 5 km por equipo |
| Campeonato Mundial |                        |                   |                          |
| Año                | Lugar                  | Medalla           | Prueba                   |
| 2003               | Val di Fiemme (Italia) | Medalla de plata  | TN + 4 × 5 km por equipo |
| 2005               | Oberstdorf (Alemania)  | Medalla de bronce | TN + 4 × 5 km por equipo |
| 2011               | Oslo (Noruega)         | Medalla de oro    | TN + 4 × 5 km por equipo |
| 2011               | Oslo (Noruega)         | Medalla de oro    | TG + 4 × 5 km por equipo |